# 小汤山医院
北京市小汤山康复医院，与北京小汤山医院一个机构两块牌子，位于北京市昌平区小汤山镇，是北京市属三级综合医院，占地面积近500亩。
因山上有温泉，故名小汤山。小汤山康复医院的前身北京小汤山医院建立于1958年，并于1985年改为现名。2003年SARS事件期间，中国卫生部及北京市政府开辟小汤山医院预留发展用地，另行设立一家非典（SARS）专科医院，即小汤山非典医院集中收治，這個臨時医院后于2010年拆除。2020年1月24日因2019冠状病毒病疫情，北京市启动重建工作，開始派人進行医院修缮工程，作为疫情防控的补充。

## 沿革
中华人民共和国建国后，中央人民政府卫生部在小汤山镇成立卫生部小汤山疗养院，属国家级温泉疗养区。
1958年，卫生部小汤山疗养院与解放军第一二三疗养院、解放军华北军区第一〇七疗养院、全国总工会小汤山温泉疗养院合并组建北京小汤山疗养院，由中国人民解放军总后勤部管理，属康复疗养院。
1982年，更名为北京市康复中心，划归北京市卫生局管理。1985年，更名为北京市小汤山康复医院。1988年，增挂北京小汤山医院院牌。
2001年经北京市医院评审委员会核定三级合格医院；同年，市劳动和社会保障局批准为基本医疗保险定点医疗机构。
2013年收到北京市卫生局批复，同意医院扩大规模，向康复医院方向发展。
2016年创建护理中心，是北京市首家公立护理中心，拥有一支由心内科、消化科、感染科、内分泌科、神经内科、中医肿瘤科等组成的专业医疗团队。
2018年成立北京高原适应研究康复中心，由北京小汤山医院、首都医科大学宣武医院联合建立，是集高原适应医学与疾病预防、救治、康复一体化的高原医学中心、国际学术交流中心、人才培养中心。
2020年北京市委市政府决定紧急启动医院改造和新建工程共计1657张床位，主要用于境外来(返)京人员中需筛查人员(包括机场转运和各区观察隔离点转运的人员)、疑似病例及轻型、普通型确诊患者治疗。同时，中共北京市委办公厅，北京市人民政府办公厅关于印发《加强首都公共卫生应急管理体系建设三年行动计划(2020-2022年)》中，将小汤山医院作为战备救治基地，日常作为临床培训基地、康复基地及体检筛查基地。

## 设施
北京小汤山医院目前重点发展康复医疗，主要集中在中枢与周围神经损伤、骨与骨关节疾病、慢性病的临床治疗与康复。并拥有温泉疗养设施。北京市属医院集团主要将处于亚急性期、恢复期的患者，转至小汤山医院进行康复治疗。
2019年5月14日，北京小汤山医院正式挂牌成为功能医学基地，用于开展预防疾病的功能医学试点及探索。

## 小汤山非典医院

### 沿革
2003年SARS疫情最严重时，北京市各大医院人满为患、床位不足。4月22日，在北京防治非典工作联席会议上，疾控中心专家建议，医院床位现已不足，可以考虑征用疗养院，比如条件比较好的小汤山疗养院。随后，卫生部副部长朱庆生和北京市副市长刘敬民与专家前往小汤山进行实地勘察，并认为小汤山适合建设新医院，虽然疗养院本身只有200张床位，但附近有大片预留发展用地，且该地四周环境空旷、便于机械化施工。另外京密引水渠在小汤山疗养院北面4千米处，污水可以经过专门处理，不会影响到北京市的水源。
4月22日，中华人民共和国国务院确定建设规划，决定投资百万元人民币在小汤山地区征集40.3公顷的土地，以最高速度建设一所全球最大的野战传染病医院，将北京市各医院的所有SARS患者集中此地治疗和管理，工程由中华人民共和国卫生部与北京市人民政府主持。22日晚，北京市建设委员会抽调约4000名工人和约500台机械设备，北京6家大型建设集团全部上阵。4月23日，医院建设工程开工。4月29日，医院建成，当日即通过验收。4月30日，卫生部及北京市政府宣布医院交付使用，并命名为中国人民解放军小汤山非典医院（北京市小汤山医院非典病房）（简称“小汤山非典医院”）。小汤山非典医院为一级传染病医院，在当时是世界最大的传染病医院，亦创下世界医院修建速度纪录。北京市卫生局宣传处人员2010年4月表示，严格地说是没有“小汤山非典医院”这个说法，它在建立之初就不是一个医院，而是临时的野战医疗点。
2003年5月1日夜，开始接收全国各地的SARS病人。解放军抽调1200名军队医护人员进入医院治疗。小汤山医院总共接收680名非典病人，是全球病例的十分之一、中国病例的七分之一。
最终，小汤山非典医院有672人康复出院。而参与治疗和护理的1383名医护人员没有一人被感染。6月23日清晨，小汤山首批900名医疗队员从北京撤离。6月24日，世界卫生组织宣布，北京从SARS疫区名单中删除。

### 设施
小汤山非典医院采用了轻型建筑材料，基本为一层病房。全院划分为三个功能区，新建成的病区是控制区，医护人员居住区为缓冲区，行政与后勤办公区域是清洁区，各个区域的人员分区活动，防止污染的扩散。其中病区分作东院区、西院区，分别收治确诊患者、疑似患者。每区建有6排病房，南侧是X光室、CT室、手术室。北侧为重病监护室、接诊室、检验科。每间病房约15平方米，均设有卫生间及洗浴系统、电灯、呼叫器、供氧设备、电话、电视、空调等电器。
医院专门新建了污水处理站，以保护医院周围的环境不受污染。还有专门的垃圾处理装置对废弃物进行焚烧处理。

### 后续
SARS疫情结束后，因为其特殊情况，没有利用价值，故被遗弃。2010年拆除前，曾考虑作为北京市再次发生大规模疫情时的备战点留存。2009年，中国疾病预防控制中心流行病学首席科学家曾光表示，如果北京市出现大规模疫情、比较危急，其他地方处理不了，就能转移过去。但长期的废弃，无人看管，使其杂草丛生，破旧不堪，被称为中国的寂静岭。
2010年4月2日，北京市卫生局宣布，将拆除北京市小汤山医院非典病房。

## 小汤山新冠医院
2020年1月29日，为应对2019冠状病毒病疫情，北京市有关部门决定重新启用废弃17年之久的小汤山非典医院，并派出工人对内部设施进行恢复重建。重建后的小汤山医院于3月16日启用，设床位1000余张，主要用于境外来（返）京人员中需筛查人员、疑似病例及轻型、普通型确诊患者的筛查和治疗。4月28日，小湯山醫院內最後一名2019冠狀病毒病患者出院。4月29日，小湯山醫院關閉備用。
2022年4月下旬，小汤山方舱医院开建，以应对当月22日开始的聚集性疫情，2022年5月1日启用第一隔离单元；该方舱医院共设9个隔离单元、1200张床位，院长由北京佑安医院院长担任，截至5月1日下午17时已收治无症状感染者和轻型病例12名。2022年7月9日，小汤山方舱医院最后一名感染者出院。5月1日至7月9日，小汤山方舱医院共运行70天，先后开放3个隔离单元，累计接收新冠肺炎感染者1130例。感染者中年龄最大的61岁，最小的8岁。。